# BACK-ON
BACK-ON (バックオン) est un groupe de musique japonais de Tokyo aux influences rap, rock et metal. Il est notamment connu pour les thèmes de séries d'animation comme Air Gear, Murder Princess,  Eyeshield 21 et  Fairy Tail .
Leur premier album YES!!! est sorti le 12 novembre 2008 au Japon et le 20 mai 2009 en Europe sur le label français Wasabi Records.

## Membres du groupe

### Actuels
- Kenji03 - Chant, Guitare
- Teeda - Chant
- Gori - Basse
- Shu - Première Guitare
- Icchan - Batterie

### Anciens Membres
Macchin - Batterie

### Albums
| Album   | Titre | Morceaux | Date de sortie   |
| ------- | ----- | --- | ---------------- |
| premier | Yes   | 果てなき道へ (Hatenaki Michi E) [LA mix] flower [LA mix] NEW WORLD Sands of time Butterfly BLAZE LINE DRIVE a day dreaming... そのままで (Sono Mama De) [NEW ver.] ヒカリサスホウ (Hikari Sasuhou) [NEW WORLD ver.] Chain [LA mix] FLYDOM BAReeeeeeeeeeN / color [LA mix] BAReeeeeeeeeeN / 足跡 (Ashiato) [LA mix] | 12 novembre 2008 |